# Furva Ambiguitas
Furva Ambiguitas ist eine 2007 gegründete Black- und Funeral-Doom-Band.

## Geschichte
Furva Ambiguitas wurde im März 2007 als Underground-Studio-Projekt von Ekaterina „Terra Teratos“ Khoroshiltseva mit Anton „Mrak“ Ivanov gegründet. Im Jahr 2012 schied Ivanov aus dem Projekt. Seither führte die Sängerin Khoroshiltseva das Projekt allein. Khoroshiltseva, die das Konzept und Auftreten von Furva Ambiguitas bestimmt, legt Wert darauf wenig bis keine Werbung für das Projekt zu gestalten und der Musik einen Underground-Aspekt zu bewahren. Persönliche Informationen wurden von ihr ebenso bewusst rar gehalten um die Musik in den Vordergrund zu stellen. Auch soziale Medien werden kaum bedient.

## Werk und Wirkung
Das Projekt veröffentlichte neben Singles und Demoaufnahmen im Selbstverlag die international rezipierten Alben In Articulo Mortis und Sacer in Kooperation mit Unternehmen wie dem belarussischen Possession Productions und dem amerikanischen Metalhit.com. Konzeptionell ist Furva Ambiguitas als Black-Metal-Projekt angelegt und am Pfad zur linken Hand orientiert. Musikalisch wird das Projekt zumeist als Black Funeral Doom wahrgenommen.

### Konzept
Als konzeptionelle Klammer gilt, wie für alle von Khoroshiltseva unterhaltenen musikalischen Projekte, ein mystischer und okkultistischer Rahmen der sich dem Pfad zur linken Hand, insbesondere Thelema und Chaosgnostizismus, widmet.
Die Ausrichtung von Furva Ambiguitas beschreibt sie als Teil einer Black-Metal-Attitüde und als solche als Lobpreisen von „Dunkelheit, Bösem, Chaos, Krieg“ in einer „völligen Korrelation mit dem Archetyp des Teufels“, hierbei stünde die Konfrontation mit Vorstellungen die „für gewöhnliche Menschen am beängstigendsten“ sind als zentrale Elemente eines angestrebten Todeskult. Black Metal sei ein „musikalischer und poetischer“ Ausdruck dieses Todeskultes. Zum Verständnis dieser Idee sei Notwendig zu begreifen, „dass es nicht um den wortwörtliche Tod geht, sondern um den Tod als Symbol einer totalen Transformation, eines transgressiven Aktes um eine andere, essentielle Ebene des Seins zu erreichen, eines rücksichtslose existentielle Abspaltung in allen Belangen.“

### Stil
Die Musik von Furva Ambiguitas gilt als Crossover aus Black- und Funeral-Doom mit einer „melancholische Note“, die als „in der russischen Musik üblich“ gewertet wird. Als solche präsentiere sich die Musik nah an einer dem Black Metal nahen Variante der Musik von Rigor Sardonicous. An anderer Stelle wird auf Vertreter eines ähnlichen Crossovers wie Forgotten Tomb und Nortt verwiesen. Die Umsetzung dieser musikalischen Eckpunkte wird als „melodische und intensive Mischung“ aus Klavierpassagen, Dark-Ambient-Spuren, stark verzerrtem Gitarrenspiel, bösartig gekrächztem Gesang sowie unterschiedlichen Sound-Effekten und Samples beschrieben.

### Rezeption
Rezensionen widmeten sich den Alben und fielen dabei lobend aus. Es seien, sich von der Masse des Genres abhebende und vielversprechende Veröffentlichungen, die als Ganzes und Erfahrung wahrzunehmen seien. Das Debüt wurde als „gute Basis für zukünftige Werke“ und „genau das Richtige“ einerseits und als „dunkle, melancholische Mischung aus Black Metal und Funeral Doom“ die in dieser Mischung „genau das Richtige“ verkörpere gelobt. Das weitreichender besprochene Album Sacer wurde als Ausdruck einer „dunkel kryptischen Wirklichkeit“ und „wirklich schwere und dunkle Musik“ gelobt. Furva Ambiguitas gelänge ein „sehr gut umgesetzter Black Funeral Doom“.